# مساءلة الشرطة
تتضمن مساءلة الشرطة تحميل أفراد الشرطة ووكالات تطبيق القانون مسؤولية التنفيذ الفاعِل لخدماتهم الرئيسية المتمثلة في مكافحة الجريمة، والحفاظ على الأمن، ومعاملة المواطنين بصورة عادلة ضمن حدود القانون. ينبغي على الشرطة احترام القوانين المتعلقة بضمان الحقوق، والتفتيش والضبط، والاعتقال، والتمييز، إضافة إلى القوانين ذات الصلة بتكافؤ الفرص، والتحرش الجنسي، وغيرها. تكتسب مساءلة الشرطة أهمية خاصة للحفاظ على «ثقة الشعب بالنظام». أُثبتت الأبحاث أن عامة الشعب يفضلون الاعتماد على مراجعة مستقلة للشكاوى المرفوعة ضد وكالات تطبيق القانون، بدلًا من الاقتصار على التحقيقات الداخلية التي تُجريها أقسام الشرطة. ثمة آراء تذهب إلى أن هكذا إجراءات كفيلة بتحسين ردة الفعل العامة تجاه الأسلوب المطبّق لمساءلة أفراد الشرطة.

## الولايات المتحدة
من أجل إنفاذ التغييرات في أجهزة تطبيق القانون، يُلجأ إلى لجان خاصة، مثل لجنة كناب في مدينة نيويورك خلال سبعينيات القرن العشرين. إضافة إلى ذلك، استُعين بهيئات مراجعة (أجهزة خارجية للرقابة الدائمة) باعتبارها وسيلة لتحسين أدوات مساءلة الشرطة. تميل هيئات المراجعة المدنية إلى التركيز على الشكاوى المتعلقة بالأفراد، أكثر من القضايا التنظيمية الواسعة التي قد تُفضي إلى إصلاحات على المدى الطويل.
خوّل قانون مكافحة جرائم العنف وتنفيذ القانون للعام 1994 قسم الحقوق المدنية التابع لوزارة العدل الأمريكية برفع القضايا المدنية (نمطًا أو ممارسةً) ضد وكالات تطبيق القانون المحلية، والبتّ في تجاوزاتها، ومساءلتها. نتيجة لذلك، انصاعت العديد من أقسام الشرطة لمراسيم الموافقة أو مذكرات التفاهم، والتي تُلزمها بتنفيذ إصلاحات تنظيمية. ينقل هذا التوجّه الاهتمام من مستوى ضباط الشرطة بأفرادهم إلى مستوى أقسام الشرطة بأكملها.

### مشاكل متعلقة بالمساءلة
في العام 1982، طرحت المحكمة العليا في الولايات المتحدة الأمريكية مبدأ الحصانة المشروطة في قضية هارلو ضد فيتزجيرالد.
يقدم هذا المبدأ الذي ابتدعته المحكمة الحصانة للمسؤولين الحكوميين حتى عند ارتكابهم للتجاوزات القانونية، ما لم يخرقوا «بشكل واضح القانون القائم». يمثل هذا المبدأ عبقة يصعب تجاوزها على المدعين المدافعين عن الحقوق المدنية نظرًا لاشتراط المحاكم حُكمًا قانونيًا صريحًا إضافة إلى قضية سابقة مقيدة في السجلات القضائية ذات وقائع مشابهة حدّ التطابُق.
في العام 2001، في قضية سوسير ضد كاتس وقضية بيرسون ضد كالاهان، سمحت المحكمة العليا للمحاكم منح الحصانة المشروطة على مبدأ القانون القائم بوضوح أو غياب قضية مماثلة سابقة، ودون اضطرار المحكمة إلى اللجوء إلى القانون المكرس بشكل واضح.

## المملكة المتحدة
تطرقت المملكة المتحدة للمخاوف المتعلقة بمساءلة الشرطة بتطبيق قانون الشرطة في العام 1996. أوكل هذا القانون إلى أقسام الشرطة مسؤولية تقديم الشفافية فيما يخص الخطط أعمال الشرطة. علاوة على ذلك، أُسند إليهم وظيفة مراقبة، وجمع، ونشر البيانات المرتبطة بأداء الشرطة، ومسائل الشكاوى ضدها، وميزانيتها.

## حرية التصرف
تجاهلت مقاربة مهنية الشرطة التي قدمها كلّ من أوغست فولمير والتي دعا لها أو دبليو ويلسن تجاهلت قضايا مساءلة الشرطة والكيفية المثلى لتعامل ضباط الشرطة في الحالات التي تتضمن حرية التصرف. في سبيل منع إساءة استخدام مبدأ حرية التصرف، لا بد من ترسيخ مدونة أخلاقية تعمل بمثابة مبادئ توجيهية. يستحيل التنبّؤ بالانصياع للمدونة الأخلاقية في جميع السيناريوهات المحتملة؛ وبدلًا من ذلك، يُلجأ إلى المدونة الأخلاقية لتزويد أفراد الشرطة بأدوات مرنة، وقابلة للتأويل، ويمكن تطبيقها بطُرق شتى وفقًا للظرف المُعطى.

## اللجوء إلى القوة
قد يشتمل اللجوء إلى القوة في حالة الشرطة استخدام الأسلحة النارية، وغيرها من الوسائل. قبل سبعينيات القرن العشرين، لم يكن ثمة قوانين مكتوبة أو إجراءات مراجعة تتعلق بلجوء أجهزة الشرطة إلى القوة في الولايات المتحدة. في العام 1972، وضع المفوض العام لقسم شرطة مدينة نيويورك باتريك في مورفي سياسة جديدة تحدد حرية التصرف في اللجوء إلى القوة حصرًا في الحالات التي تشكّل خطرًا على حياة فرد الشرطة أو المواطنين. حلّت قاعدة الدفاع عن الحياة هذه محلّ قاعدة المذنِب الهارب. قضى قرار المحكمة العليا للولايات المتحدة في العام 1985 في قضية تينيسي ضد غارنر بأنه يحق للشرطة اللجوء إلى استخدام القوة القاتلة لمنع هروب المذنب في حال توفّر سبب وجيه لدى ضابط الشرطة بأن المتهم يشكل خطرًا داهمًا يفضي إلى موت أو إلحاق أذى بالغ بفرد الشرطة نفسه أو غيره.
منذ إقرار قسم شرطة نيويورك تلك السياسات الجديدة المتعلقة باللجوء إلى القوة، اقتفت غيرها من أجهزة تطبيق القانون أثرها، ووضعت سياسة راسخة مكتوبة تعمل بمثابة إرشادات تقرر متى يمكن اللجوء إلى القوة مناسبًا. قد تتضمن الإجراءات الاشتراط على ضباط الشرطة إصدار تقرير مكتوب عقب كلّ حادثة. فيما يتعلق بالحوادث التي تُستخدم فيها الأسلحة النارية أو غيرها من القوة القاتلة، يُستلزم إجراء تحقيق ومراجعة داخليين. وقد تشتمل السياسة على مراجعة إدارية لأحداث اللجوء إلى القوة المختلفة.
لم تطبق جميع أجهزة القانون في الولايات المتحدة الأمريكية تلك الإصلاحات في ثمانينيات وتسعينيات القرن العشرين. فتحت وزارة العدل الأمريكية تحقيقات في أنماط الانتهاكات المرتكبة في مكتب شرطة بيتسبرغ، وغيرها من الأجهزة، وطبقت إجراءات قانونية لتنفيذ التغييرات فيها.
تُستخدم الأسلحة غير القاتلة، مثل البخاخ، كبدائل عن الأسلحة القاتلة. كما يُشترط الالتزام ببعض القواعد عند اللجوء إلى استخدام هذه الأسلحة، إضافة إلى الحصول على التدريب اللازم للاستخدام الصحيح. يشجَّع أفراد الشرطة على التخيُّر من بين بدائل متعددة عند اللجوء إلى القوة، ومحاولة التخفيف من حدة الموقف بالتحذيرات اللفظية والإقناع.

## كاميرات الجسم
أظهرت الدراسات أن أفراد الشرطة الذين يرتدون كاميرات الجسم خلال عملهم، يواجهون وقائع أقل من إساءة التصرف واستخدام القوة المفرط. إضافة لذلك، يبدو أن استخدام تلك الكاميرات مسؤول عن خفض نسبة الشكاوى ضد الشرطة. من أجل استخدام أفضل لكاميرات الجسم، من الأهمية بمكان أن يتأكد الشرطي من عمل الكاميرا بشكل صحيح. يجدر القول إن تلك الكاميرات ليست بمنأى عن الأعطال، وهو ما قد يؤدي إلى وجود ثغرات خطيرة في التسجيلات. علاوة على ذلك، يكمن التلاعب بها بسهولة وتسليطها على مكان معين بدلًا عن غيره، أو يمكن إعاقة الرؤية بأي وسيلة أخرى. أظهرت الدراسات أنه في أكثر من نصف الحالات التي لجأت فيها الشرطة إلى استخدام القوة، لم تتمكن الكاميرا من التقاط مُجريات التواصل الذي حدث بسبب «أوجه القصور» التي سبق ذكرها.
بعد حوادث إطلاق النار المميتة بحق عدة مدنيين ومتهمين لم يبدُ أنهم كانوا يشكلون خطرًا، تعهد الرئيس الأمريكي باراك أوباما في العام 2015 بزيادة التمويل لكاميرات الجسم في جميع أنحاء الولايات المتحدة.
لعقود طويلة أدت أجهزة الشرطة عملها بدون كاميرات الجسم، وهكذا فقد قُوبل طرحها في الخدمة بمشاعر متناقضة لدى المواطنين الأمريكيين. أظهرت دراسة من معهد كاتو في العام 2016 أن 89% من الأمريكيين يدعمون استخدام كاميرات الجسم، في حين عارض الفكرة 11% منهم. أثارت هذه الفكرة العديد من النقاشات فيما إذا كانت كاميرات الجسم تستحق رفع الضرائب لتمويلها. أظهرت الدراسات أن عامة الشعب منقسمون إلى النصف تقريبًا، إذ دعمت نسبة 51% من السكان فكرة رفع الضرائب لتمويل تزويد أقسام الشرطة بتلك الأجهزة، في حين عبّرت نسبة 49% معارضتها لذلك.